# Hazina Towers
Hazina Towers, también llamada Hazina Trade Center, es un edificio en construcción en Nairobi, la capital y ciudad más grande de Kenia. Cuando se complete, el rascacielos de 39 pisos se convertirá en el edificio más alto de Nairobi. El edificio está situado en la calle Moktar Daddah en el distrito financiero de Nairobi.

## Contexto
Hazina Towers es propiedad del Fondo Nacional de Seguridad Social (NSSF). En 1997 comenzó la construcción, con el plan de arrendar el edificio terminado y generar ingresos para el fondo de pensiones. Debido a dificultades financieras, la construcción se estancó en 8 pisos. En 2003 NSSF arrendó la estructura de ocho pisos a Nakumatt, una cadena local del supermercado.
En 2013, después de prolongados retos legales, China Jiangxi International fue contratada para reanudar la construcción añadiendo 31 nuevos pisos a la estructura existente. El costo total del proyecto está presupuestado en 6700 millones chielines kenianos (aproximadamente $ 67.3 millones de dólares estadounidenses). Cuando se haya completado, los ingresos por alquiler se proyectan en aproximadamente 100 millones de KSh (aproximadamente US $ 1 millón) por mes. El Parlamento de Kenia está considerando alquilar espacio en el edificio para sus miembros.